# Adams Point
Adams Point es un área no incorporada ubicada en el condado de Alameda en el estado estadounidense de California.

## Geografía
Adams Point se encuentra ubicada en las coordenadas 37°48′50″N 122°15′19″O / 37.81389, -122.25528.